# Le Crime du golf (téléfilm)
Pour le roman, voir Le Crime du golf.
Le Crime du golf (Murder on the Links) est un téléfilm britannique de la série télévisée Hercule Poirot, réalisé par Andrew Grieve, sur un scénario d'Anthony Horowitz, d'après le roman Le Crime du golf, d'Agatha Christie.
Ce téléfilm, qui constitue le 44e épisode de la série, a été diffusé pour la première fois le 11 février 1996 sur le réseau d'ITV.

## Synopsis
Poirot et Hastings goûtent à Deauville quelques jours de détente bien mérités. 
Peu de temps après leur arrivée, ils sont contactés par un certain Paul Renauld, un riche importateur de diamants, qui les informe de l'existence d'un vaste trafic de pierres précieuses au Chili. Peu de temps après ces confidences, l'homme est découvert mort par Hastings sur un parcours de golf. Dans sa poche, celui-ci trouve une lettre d'amour signée des initiales B.D. 
Bientôt, Giraud, de la Sûreté française, se met sur les rails pour démasquer le coupable. Vexé, Poirot lui lance le défi suivant : s'il arrête le coupable avant Giraud, celui-ci devra lui céder la pipe dont il ne se sépare jamais. Dans le cas contraire, le détective belge devra subir l'humiliation de se raser la moustache.

## Fiche technique
- Titre français : Le Crime du golf
- Titre original : Murder on the Links
- Réalisation : Andrew Grieve
- Scénario : Anthony Horowitz, d'après le roman Le Crime du golf (Murder on the Links) (1923) d'Agatha Christie
- Direction artistique : Peter Wenham
- Décors : Rob Harris
- Costumes : Andrea Galer
- Photographie : Chris O'Dell
- Montage : Derek Bain
- Musique originale : Christopher Gunning
- Casting : Julia Duff et Anne Henderson
- Production : Brian Eastman
  - Production associée : Christopher Hall
  - Production exécutive : Sarah Wilson
- Sociétés de production : Carnival Films, London Weekend Television
- Durée : 100 minutes
- Pays d'origine :  Royaume-Uni
- Langue originale : Anglais
- Genre : Policier
- Ordre dans la série : 44e - (3e épisode de la saison 6)
- Première diffusion :
  -  Royaume-Uni : 11 février 1996

## Distribution
- David Suchet (VF : Roger Carel) : Hercule Poirot
- Hugh Fraser (VF : Jean Roche) : Capitaine Arthur Hastings
- Diane Fletcher : Eloïse Renauld
- Damien Thomas : Paul Renauld
- Benjamin Pullen : Jack Renauld
- Kate Fahy : Bernadette Debret
- Sophie Linfield (VF : Claire Guyot) : Marthe Debret
- Jacinta Mulcahy : Bella Deween (la chanteuse)
- Terence Beesley : Stonor (le secrétaire de Paul Renauld)
- Bill Moody (VF : Pierre Baton) : Inspecteur Giraud
- Bernard Latham : Commissaire Lucien Bex
- Andrew Melville : Dr Hautet
- Henrietta Voigts : Léonie (la domestique)
- James Vaughan : Adam Letts (le responsable du doublage)
- Richard Bebb : le journaliste à la radio (voix)
- Belinda Stewart-Wilson : la secrétaire de doublage
- Simon Holmes : le projectionniste
- Ray Gatenby : le chef de gare
- Randal Herley : le juge
- Peter Yapp : l'avocat
- Terry Raven : le clochard
- Margaret Clifton : le concierge
- Tim Berrington : un joueur de golf
- Howard Lee : un joueur de golf
- Christopher Hammond : un agent de police
- Joseph Morton : un agent de police

## Commentaires
Dans la série télévisée, le personnage de Giraud est inspiré par le Commissaire Maigret, bien plus arrogant que l'original, personnage haut en couleur avec sa fameuse pipe, pipe qu'il met en jeu en pariant avec Hercule Poirot sur le résultat de l'enquête. En réalité, cette rencontre aurait été impossible dans le roman écrit en 1923, puisque le personnage de Maigret ne naît sous la plume de Georges Simenon qu'en 1929. Le Giraud de l'histoire originale est un jeune loup, inspecteur de la Sûreté, qui ne fait que de rapides apparitions toujours mal justifiées et le pari original n'est qu'un simple pari où 500F sont mis en jeu... 
Toujours dans la série télévisée, l'hôtel présenté comme étant l'hôtel du golf est en réalité l'hôtel Normandy situé à proximité de la plage. L'hôtel du golf existe également mais se trouve au sud-est de Deauville dans la commune de Saint-Arnoult. Tous deux appartiennent au groupe Barrière.
Le téléfilm place l'action en 1936 (la banderole de départ de la course cycliste précise "Grand Prix Cycliste de Deauville 1936") ou en 1932 ou en 1938 (selon une carte "Deauville-Trouville MCMXXXII" en début d'épisode et la date du "mercredi 18 mai" au calendrier sur le mur du commissaire Bex... qui peut aussi bien être le 18 mai 1932 ou 1938 !), bien que le roman date de 1923, mais la chanson J'attendrai chantée par Bella Deween au début a été interprétée pour la première fois par Rina Ketty en 1938. En outre, le train et le personnel de la gare visibles à plusieurs reprises portent l'écusson et les marquages de la SNCF, dont l'exploitation a débuté en janvier 1938.
Le scénario comporte une erreur énorme : alors que l'action se déroule à Deauville, un passage (à partir de 1:21:00) montre une "audience préliminaire" publique préparant le renvoi du suspect devant un tribunal criminel  - la séance est interrompue par l'irruption de la chanteuse qui bouscule les gendarmes et se déclare coupable. Une telle scène relève clairement de la procédure accusatoire anglo-saxonne et ne peut se produire en France, pays où, au terme d'une instruction criminelle relevant de la procédure inquisitoire et non-publique, le mis en cause est directement déféré devant les Assises.
La plaque d’immatriculation française des véhicules présente un anachronisme. En 1936 ou 1938, les immatriculations sont une série de 1 à 4 chiffres suivis d’un code de deux lettres, alors que celles visibles dans la série sont au format apparu en 1950, 1 à 4 chiffres suivi de 1 à 3 lettres et du code du département. Par exemple, la Rolls Royce de Paul Renauld est immatriculée 6315 NA 62, une impossibilité en 1936.